# MV Derbyshire
Pour les articles homonymes, voir Derbyshire (homonymie).
Le M.V. Derbyshire est un vraquier britannique construit en 1976, qui a fait naufrage au sud du Japon dans un typhon en 1980. L'enquête qui a suivi le naufrage a eu de grandes conséquences sur la sécurité et la conception de ce type de navires. Il est le plus gros navire britannique perdu en temps de paix à ce jour.

## Histoire et description
Le MV Derbyshire est construit en 1976 par Swan Hunter au chantier Haverton Hill ; il est enregistré à Liverpool et armé par Bibby Line. Long de 294,1 m, large de 44,3 m et ayant un tirant d'eau de 18,4 m, il est enregistré pour un tonnage brut de 91 654 tonneaux. Sa construction prit deux ans au total, et il est d'abord nommé MV Liverpool Bridge. Il dispose de neuf cales, fermées par des panneaux de cale en acier coulissant latéralement de part et d'autre du navire lors du chargement.
C'est un navire de type OBO (Ore / Bulk / Oil Carrier) : il remplit à la fois les fonctions de vraquier (transport de grains), de pétrolier (transport de brut liquide) et de minéralier (transport de minerai de fer, beaucoup plus lourd). Ce type était fréquent dans les années 1980, car il pouvait générer potentiellement plus de revenus qu'un navire plus spécialisé. En revanche, les différentes contraintes structurelles imposent des renforts plus solides. Le plan de chargement diffère aussi selon le type de cargaison : quand du minerai est chargé, deux des cales sont laissées vides.

## Le naufrage

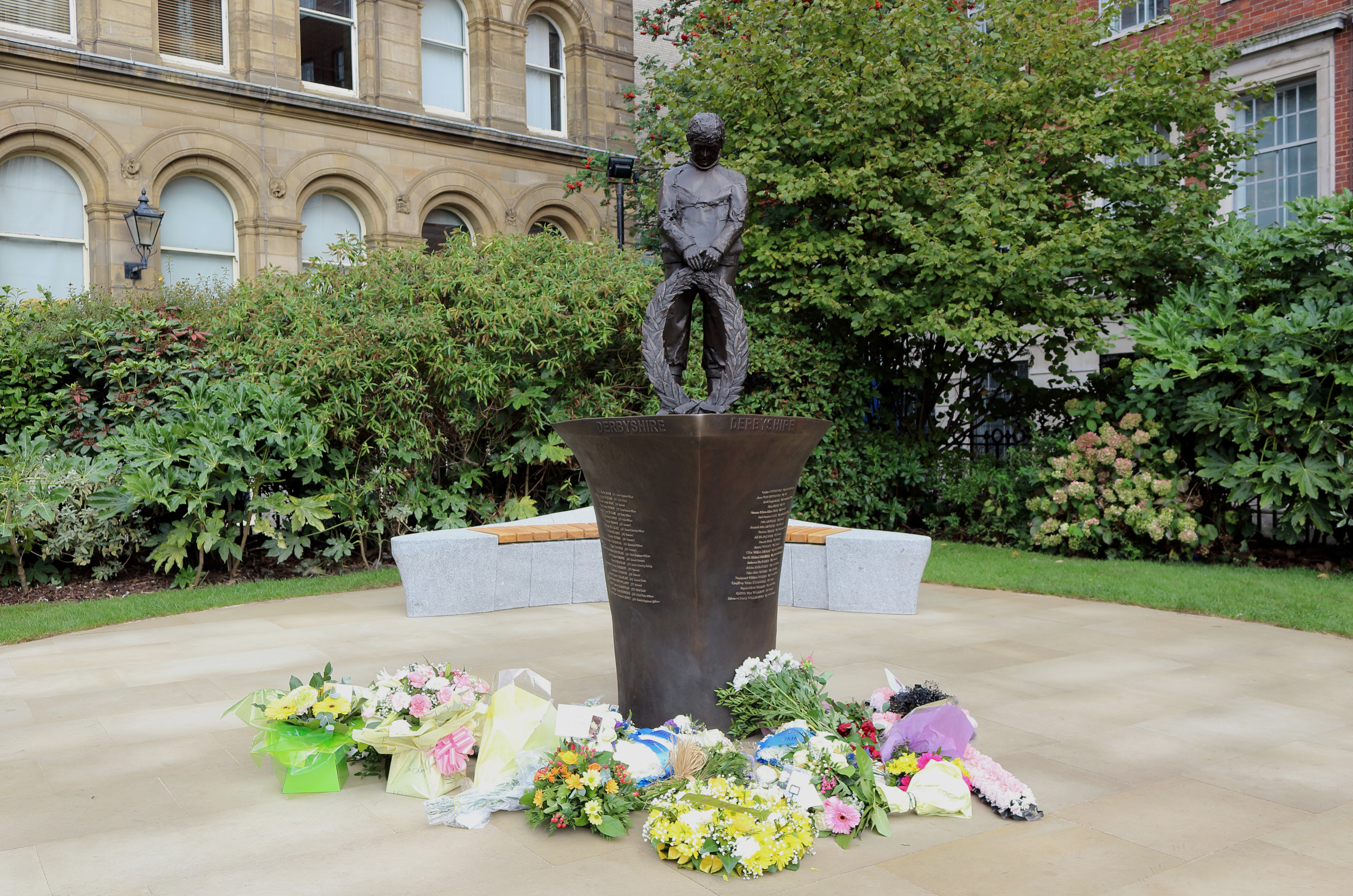
Mémorial aux disparus du Derbyshire à Liverpool.

Le 11 juillet 1980, le MV Derbyshire quitte Sept-Îles, dans le nord-est du Québec, avec 157 446 tonnes de concentré de fer. Sa destination est Kawasaki, à côté de Tokyo. Toutefois, le MV Derbyshire n'arrive jamais à destination puisqu'il sombre le 9 septembre 1980 durant le typhon Orchid, au sud du Japon, par 25°30' N et 130°30' E. Les 42 membres d'équipage disparaissent, ainsi que deux femmes qui avaient embarqué.
À l'origine, la négligence de l'équipage est considérée comme la principale cause du naufrage, mais la fédération internationale des ouvriers du transport lance sa propre enquête pour trouver l'épave. Bien que l'entreprise soit considérée sans espoir, le syndicat persévère, même s'il ne peut payer que huit jours de recherches. L'épave est finalement retrouvée à près de 4 000 m de fond en juin 1994, quasiment à la fin de la période de huit jours, grâce au sous-marin télécommandé Magellan qui prend de nombreuses photos confirmant qu'il s'agit bien du Derbyshire. L'orientation étrange de l'épave est signalée dans un rapport le 12 mars 1998, ce qui incite le gouvernement britannique à rouvrir l'enquête sur les causes du naufrage.[réf. nécessaire]
En 1995[réf. nécessaire], une nouvelle expédition est lancée, cette fois-ci par le gouvernement britannique. Ce dernier fait appel à l'Institut océanographique de Woods Hole pour l'aider à récupérer des images de l'épave et les faire analyser par trois experts. Les débris du navire ayant été éparpillés dans un rayon de 1,3 km, il faut trois semaines et des milliers de photos pour reconstituer le fond marin où se trouve l'épave. Après deux mois d'expédition, les équipes rentrent à terre et les enquêteurs ont alors des milliers de photos et des centaines d'heures de vidéo à disposition pour élucider l'accident. Cependant, cette première enquête conclut également que c'est une erreur de l'équipage et qu'une écoutille à la proue du navire n'avait pas été fermée correctement.
Les familles des victimes n'étant pas satisfaites de ce rapport et n'acceptant pas qu'on tente une nouvelle fois de faire porter le chapeau aux hommes à bord, décident de lancer une nouvelle enquête indépendante.[réf. nécessaire]
Cette enquête débute le 2 avril 2000[réf. nécessaire] et conclut finalement que le navire a sombré à cause de problèmes structurels tout en innocentant l'équipage. Douze dégagements d'air (bouches de ventilation) ont laissé rentrer de l'eau dans le coqueron avant du navire, le remplissant. Cette grande quantité d'eau stockée à l'avant du navire a modifié l'assiette, l'inclinant significativement sur le nez. Dès lors, la cale n°1 fut plus exposée aux vagues et aux intempéries ce qui fit céder le panneau de cale. Le MV Derbyshire était alors rempli de minerai de fer, une cargaison très dense mais peu volumineuse ; il avait donc un volume disponible important, permettant ainsi à une grande quantité d'eau de rentrer dans le navire. Par la suite, le double fond s'est effondré, faisant céder une à une les cloisons séparant les différentes cales du navire. Finalement, c'est une faiblesse au niveau de la membrure n°65 (faiblesse qui fut repérée sur plusieurs autres navires-jumeaux du MV Derbyshire) qui a fait que le bateau s'est brisé en deux et a coulé.
La publication en 1998 de ce dernier rapport est un élément clef amenant à la mise en place du Chapitre XII de la Convention du SOLAS.[réf. nécessaire]
Ce dernier traite entre autres de la résistance de la cloison entre les cales 1 et 2. Plusieurs recommandations furent en même temps acceptées telles que des systèmes pour vérifier la fatigue de la coque (« load master computer » et « hull stress monitoring system »).  
Entre autres, l'Association des familles du Derbyshire a reçu la médaille d'argent « Thomas Gray » de la part de The Marine Society en juillet 2004 pour sa campagne en faveur de meilleures règles de sécurité concernant les vraquiers.

## Source
- (en) Cet article est partiellement ou en totalité issu de l’article de Wikipédia en anglais intitulé « MV Derbyshire » (voir la liste des auteurs).

1. 1 2 3 4 5 6  Michel Olagnon (ill. Janette Kerr (en)), Anatomie curieuse des vagues scélérates, Quæ, coll. « Carnets de sciences », 2019, 176 p. (ISBN 978-2-7592-2967-3, présentation en ligne), V. L'effet fait la lame, « Orchidée pour MV Derbyshire », p. 79-80.